# Chadašot sport
Chadašot sport nebo Chadašot ha-sport (hebrejsky: חדשות ספורט nebo חדשות הספורט,  doslova Sportovní zprávy) byl hebrejský psaný deník vycházející v Izraeli v letech 1954-1985.
List byl založen roku 1954. V roce 1960 se z něj stal deník. Šlo o nezávislý list zaměřený na sportovní zpravodajství. Později ale specializovaný sportovní tisk ztrácel na popularitě. Bylo to i kvůli tomu, že ostatní deníky začaly věnovat více prostoru sportovnímu zpravodajství. První deník, který začal otiskovat pravidelnou sportovní přílohu a nedělní rozšířené sportovní zpravodajství, byl Jedi'ot achronot, jehož podobu tehdy určoval Dov Judkovski.  Chadašot sport zanikl v roce 1985.